# Parafia św. Maksymiliana Kolbego w Szczerbicach
Parafia Świętego Maksymiliana Kolbego w Szczerbicach – parafia rzymskokatolicka w Szczerbicach, należy do dekanatu pszowskiego w archidiecezji katowickiej. Erygowana 15 marca 1985.

## Historia parafii
Przed powstaniem kościoła znajdowała się tymczasowa kaplica mszalna poświęcona przez ks. bpa. ordynariusza Herberta Bednorza, a sama parafia została erygowana 15 marca 1985 roku. Pierwszym proboszczem został ks. Jan Henczel.
Ważniejsze wydarzenia:
- Kościół został konsekrowany przez ks. bpa Damiana Zimonia – ordynariusza katowickiego (16 listopada 1991),
- Ks. proboszcz Jan Henczel został przeniesiony do parafii Łąka w dekanacie pszczyńskim, jego miejsce zajął administrator parafii ks. Stefan Doleżych (15 grudnia 1996),
- Ks. Stefaan Doleżych został mianowany proboszczem parafii (2 marca 1997),
- Ksiądz proboszcz przeprowadził się do budynku nowego probostwa (12 grudnia 1997),
- Poświęcono probostwo (14 września 1998),
- Do parafii włączono ulice (Fabryczną, Polną, Górską i Radoszowską), które wyłączono z parafii w Radoszowach (14 listopada 1998),
- W parafii odbyły się misje parafialne pod hasłem „”Tak bowiem Bóg umiłował świat, że Syna swego jednorodzonego dał” przeprowadzone przez oo. Jarosława Wachowskiego i Kazimierza Ździebko (4-11 października 2009),
- Zmarł proboszcz ks. Stefan Doleżych (24 kwietnia 2010), cztery dni później odbył się jego pogrzeb,
- Nowym proboszczem został ks. Henryk Kieras (2 maja 2010),
- Pięćdziesięciolecie kapłaństwa budowniczego kościoła ks. Jana Henczla (4 kwietnia 2017),
- Misje święte z okazji 35 rocznicy powstania parafii, zostały poprowadzone przez o. Gilberta Ciomperlika OFM (1-8 marca 2020).